# Koi Kaze
Koi Kaze (Nhật: 恋風 (Luyến phong) Hepburn: Love Wind, Tình yêu hoa gió, hay Phong tình) là 1 bộ truyện tranh manga tình cảm do Motoi Yoshida sáng tác và minh họa. Tác phẩm được ra mắt lần đầu vào tháng 9 năm 2001 trên tạp chí "Evening" tới khi bộ truyện hoàn thành vào tháng 10 năm 2004. Các chương lẻ của bộ truyện được tập hợp và in thành sách với 5 tập tankōbon do nhà xuất bản Kodansha ấn hành. Bộ truyện nói về quá trình nảy sinh những rắc rối tình cảm giữa Koshiro 27 tuổi, và cô em gái 15 tuổi của anh, Nanoka.
Bộ manga đã được chuyển thể thành anime với 13 tập phim do hãng A.C.G.T sản xuất, đạo diễn bởi Takahiro Omori, phát sóng trên kênh TV Asahi từ ngày 1, tháng 4 năm 2004 tới ngày 17, tháng 6 năm 2004. Chỉ có 12 tập phim được lên sóng, tập còn lại phát trực tuyến. Bộ phim hoạt hình được hãng Geneon Entertainment cấp phép phát hành tại Bắc Mỹ, với tất cả ba DVD năm 2005.

## Nội dung
Koshiro Saeki, 27 tuổi, hiện sống cùng bố, vừa bị bạn gái đá dù đã yêu nhau 2 năm. Bạn gái anh than phiền rằng anh quá lạnh lùng với cô và cô đã tìm được người khác. Trên chuyến tàu điện sáng hôm sau, anh bắt gặp cô bé nữ sinh trung học Nanoka Kohinata đang ngắm nhìn 1 chiếc cúc áo và khóc. Vội vã sợ muộn, lúc xuống tàu cô đánh rơi thẻ học sinh, Koshiro đuổi theo để trả lại. Koshiro như tìm lại được chính mình khi thấy cô bé chợt mỉm cười vì nhận ra hoa anh đào đang nở rộ. Sau đó, trong lúc rời công ty tư vấn hôn nhân cùng 1 đồng nghiệp, Koshiro gặp lại Nanoka. Có sẵn 2 vé miễn phí vào công viên giải trí gần đấy, anh đưa chúng cho cô bé. Dù hơi ngạc nhiên, nhưng cô bé vẫn yêu cầu Koshiro đi chơi công viên cùng cô. Ngồi trong đu quay khổng lồ, cô bé giải thích lý do cô khóc trên tàu là vì bị cậu bạn cô thích nhiều năm nay từ chối. Koshiro cũng kể với cô về việc chia tay bạn gái, cuối cùng anh bật khóc, cô im lặng an ủi anh.
Hai người rời công viên cùng nhau sau buổi đi chơi vui vẻ, hi vọng rằng sẽ không bao giờ gặp lại. Sau đó, họ gặp bố, chạy về phía ông và bị sốc khi phát hiện ra 2 người là anh em. Nanoka vừa chuyển tới Tokyo sống cùng họ sáng hôm trước, cũng để đi học gần trường hơn. Koshiro không về nhà tối trước đó, nên anh không hay biết gì về việc cô chuyển tới. Kể từ khi hai người bị tách ra rồi lớn lên, họ đã sống mà không hề biết tới cuộc sống của người kia.
Koshiro nhận ra rằng mình không đủ sức tự kìm chế bản thân khỏi sức hấp dẫn từ Nanoka, cảm xúc mà anh cảm thấy ngay lần đầu gặp cô. Thay vào đó, tình yêu và ham muốn trong anh cứ tiếp tục lớn dần, mặc cho anh nỗ lực chống lại. Còn về cô bé, Nanoka cũng bắt đầu có tình cảm với anh trai mình, và điều này càng khiến Koshiro phải kìm chế hơn. Trong lúc gần như tuyệt vọng, anh rời nhà chuyển ra ở riêng để loại bỏ cám dỗ cũng như cố gắng ngăn cô bạn đồng nghiệp, Kaname Chidori, không tìm ra sự thật đằng sau việc trốn chạy của anh đối với Nanoka.
Tuy nhiên, chỉ có thể tạm thời trốn tránh, vì Nanoka bắt đầu thường xuyên tới thăm Koshiro, nấu nướng và dành thời gian bên anh. Cuối cùng, không thể kìm chế cảm xúc thêm nữa, hai người quan hệ tình dục với nhau. Chẳng biết phải làm gì nữa bởi họ đã phá vỡ luân thường đạo lý, họ đi thăm bố mẹ mình, trước khi định cùng nhau tự tử. Cuối cùng, hai người quyết định tiếp tục sống và duy trì mối quan hệ của họ.

## Nhân vật
Koshiro Saeki (Nhật: 佐伯 耕四郎 Hepburn: Saeki Kōshirō)
Lồng tiếng bởi: Kenta Miyake (tiếng Nhật),  Chơn Nhơn
 (tiếng Việt)
Koshiro là 1 người đàn ông 27 tuổi, thường để râu lấm tấm. Koshiro làm việc ở 1 công ty tư vấn sắp xếp hôn nhân và sống cùng bố. Anh ta hầu như đã quên mất rằng mình có 1 cô em gái cho tới khi cô bé chuyển tới sống cùng nhà. Anh trăn trở giữa việc phải chống lại 1 bên là định kiến xã hội, nên làm gì để thành 1 người anh trai đúng nghĩa và 1 bên là những ham muốn tình dục của bản thân cùng những xúc cảm lãng mạn dành cho em gái.
Nanoka Kohinata (Nhật: 小日向 七夏 Hepburn: Kohinata Nanoka)
Lồng tiếng bởi: Yūki Nakamura (tiếng Nhật),  Tuyết Nhung (tiếng Việt)
Nanoka là 1 nữ sinh trung học 15 tuổi vừa chuyển tới Tokyo sống cùng bố và anh trai cho gần trường. Là một cô gái hồn nhiên và sôi nổi, cô càng ngày càng thích anh trai của cô, dù cho luôn thấy khó chịu vì bản tính cộc cằn của anh. Bạn bè cô hay vô tình trêu chọc chứng "cuồng anh trai" brocon của cô, nhưng không ngờ rằng Nanoka lại thực sự yêu anh trai mình.
Zenzo Saeki (Nhật: 佐伯善三 Hepburn: Saeki Zenzō)
Lồng tiếng bởi: Ryōichi Tanaka
Zenzo là bố của Koshiro và Nanoka. Ông thường hay lo lắng và chăm sóc thái quá đối với cả hai đứa con, đặc biệt ông rất quan tâm Nanoka.
Makie Kohinata (Nhật: 小日向梢絵 Hepburn: Kohinata Makie)
Lồng tiếng bởi: Yūko Katō
Makie là mẹ của Koshiro và Nanoka. Nanoka sống cùng với mẹ, chủ 1 tiệm làm tóc, cho tới khi chuyển tới Tokyo. Bà rất ít khi gặp Koshiro, nhưng mỗi lần anh tới thăm, bà đều cư xử nhẹ nhàng.
Kaname Chidori (Nhật: 千鳥 要 Hepburn: Chidori Kaname)
Lồng tiếng bởi: Akemi Okamura
Kaname gần như là người giám sát của Koshiro và cũng trạc tuổi anh. Dù cô luôn chỉ trích việc Koshiro để mặc vẻ ngoài cẩu thả, cô vẫn động viên anh bất cứ khi nào có thể. Lần đầu tiên Koshiro gặp Nanoka lúc anh đang rảnh việc, Chidori động viên anh hẹn hò với cô bé, cô không biết Nanoka là em gái anh. Cô bắt đầu thấy nghi ngờ mối quan hệ giữa 2 anh em, và nhận ra rằng mình đúng, cô đã tìm cách để họ chấm dứt, thậm chí cố thuyết phục Nanoka rằng cô đang hẹn hò với Koshiro. Khi nhận ra hai anh em không thể hạnh phúc trừ phi họ ở bên nhau, cô quyết định mặc kệ họ, hi vọng họ sống tốt với sự lựa chọn của mình.

## Truyền thông

### Manga
Chương đầu tiên của Koi Kaze ra mắt vào tháng 9 năm 2001 trên tuần san The Evening của Nhật. Các chương tiếp theo phát hành đều đặn mỗi tháng tới khi kết thúc bộ truyện vào tháng 10 năm 2004. 35 chương lẻ của bộ truyện được tập hợp và xuất bản thành sách với 5 tập tankōbon do nhà xuất bản Kodansha ấn hành từ 22, tháng 3 năm 2002 tới 21, tháng 12 năm 2004. Trang bìa mỗi tập là hình Nanoka Kohinata, ngoại trừ tập cuối bộ truyện Nanoka và Koshiro Saeki cùng lên bìa.
| - Chương 1: Tuyết mùa xuân (春、ふる Haru, furu, The Snow of Spring) - Chương 2: Một buổi sáng buồn (目覚めの悪い朝 Mezame no Warui asa, An Unhappy Morning) - Chương 3: Ngừng gọi anh là anh trai đi! (お兄ちゃん禁止 Onīchan kinshi, Stop Calling Me Brother!) - Chương 4: "Cùng ngủ chung mỗi tối nhé" (「毎晩一緒に寝ようね」 Maiban issho ni neyō ne, Let's Sleep Together Every Night) - Chương 5: Đến khi trăng tròn (月が満ちるまで Tsuki ga michiru made, Till the Full Moon Comes) - Chương 6: Tuổi dậy thì (思春期 Shishunki, Puberty) - Chương 7: Mặc cảm tội lỗi (やましさなら幾らでも Yamashisanara ikura demo, Ghost of Suspicion) - Phụ chương: Giấc ngủ trưa hè (夏の午後はうたたね Natsu no gogo wa utata ne, Summer's Afternoon Nap) |

| - Chương 8: Kỳ nghỉ hè (夏の休日 Natsu no kyūjitsu, Summer Holidays) - Chương 9: Người yêu của mẹ (お母さんの恋人 Okāsan no koibito, Mother's Lover) - Chương 10: Dễ thương, em gái dễ thương (かわいいかわいい妹 Kawaī kawaī imōto, Cute, Cute Little Sister) - Chương 11: Thương, Ghét, Thương (すき、きらい、すき Suki, kirai, suki, Like, Hate, Like) - Chương 12: Thư tình (恋文 Koibumi, Love Letter) - Chương 13: Làm thế nào để trở thành anh em (兄妹になる方法 Kyōdai ninaru hōhō, The Way to Become Siblings) - Chương 14: Lãng mạn (ロマンチック Romanchikku, A Romantic Autumn) - Chương đặc biệt: Vương quốc của em gái (「いもうとのくに」 Imōto no kuni, Little Sister's Kingdom) |

| - Chương 15: Tháng 12 ấm áp (１２月の温度 12 gatsu no ondo, The Warmth of December) - Chương 16: Thổ lộ (本当はね Hontō wa ne, To Say Honestly) - Chương 17: Cô gái chạy việt dã (疾走少女 Shissō shōjo, Running Girl) - Chương 18: Áo len màu tình yêu (恋色セーター Koiiro sētā, Jacket Colored With Love) - Chương 19: Ranh giới của hai người (境界線上のふたり Kyōkaisen ue no futari, Two People Wandering the Face of the Earth) - Chương 20: Mối tình đầu (はつ恋 Hatsu koi, First Love) - Chương 21: Tuyên bố (告白 Kokuhaku, Public Notice) - Omake: Đi chơi ở bách hóa (きょうデパートであそんだよ Kyō depāto de asondayo, Playing in a Department Store) |

| - Chương 22: Quan sát (傍観者 Bōkansha, Observer) - Chương 23: Anh trai, em xin lỗi (ごめんねお兄ちゃん Gomenne onīchan, Brother, I Am Sorry) - Chương 24: Không lối thoát (出口なし Deguchi nashi, No Way There) - Chương 25: Mùa hè * Một mình ~ Cảm xúc này là? (夏・独り・ここにある気持ち Natsu・hitori・koko ni aru kimochi, Summer * Alone ~ There Are Feelings?) - Chương 26: Nếu ký ức thay đổi? (いつか思い出にかわるなら Itsuka omoide ni kawarunara, What if Memories Change?) - Chương 27: May thay, quá xa vời (幸せ、どういうこと Shiawase, dōiukoto, Luckily, So Far Away) - Chương 28: Những thứ Koshiro bỏ lại (耕四郎の捨てるもの Kōshirō no suterumono, Koshiro's Abandoned Things) |

| - Chương 29: Một đêm dài cho cả hai người (Phần 1) (ふたりの長い夜（前編) Futari no nagai yoru (zenpen), A Long Night for the Two (Part 1)) - Chương 30: Một đêm dài cho cả hai người (Phần 2) (ふたりの長い夜（後編) Futari no nagai yoru (kōhen), A Long Night for the Two (Part 2)) - Chương 31: Kết thúc mùa hè (夏のおわり Natsu no owari, The End of Summer) - Chương 32: Tình yêu cả một đời (生涯の恋 Shōgai no koi, The Love of a Lifetime) - Chương 33: Khung cảnh gia đình (家族の風景 Kazoku no fūkei, Scene of a Family) - Chương 34: Chạm tới mặt trời (陽だまり Yō damari, Exposure to the Sun) - Chương cuối: Và mùa xuân lại tới (そしてまた春 Soshite mata haru, And Then, It's Spring Again) |

### Anime
Koi Kaze được chuyển thể thành anime với 13 tập phim do hãng Geneon Entertainment và Rondo Robe sản xuất, đạo diễn bởi Takahiro Omori, trình chiếu trên kênh TV Asahi từ 1, tháng 4 năm 2004 tới 17, tháng 6 năm 2004. Bộ phim cũng được chiếu trên kênh Kids Station. Kênh TV Asahi không công chiếu tập thứ 8, do thấy có quá nhiều tranh cãi về vấn đề ly hôn, 1 chủ đề cấm kỵ tại Nhật Bản. Các tập phim được phát sóng ở kênh Kids Station, được đăng tải cho phép xem trực tuyến trên website của Geneon Entertainment và phát hành dưới dạng DVD. Tập phim đánh số 7.5 đôi khi không được phát sóng cùng các tập khác. Hãng Geneon phát hành bộ phim tại Nhật với 5 tập DVD, tập đầu phát hành ngày 23, tháng 7 năm 2004 và tập cuối phát hành ngày 25, tháng 11 năm 2004.
Bộ phim cũng được cấp phép lưu hành ở Bắc Mỹ do hãng Geneon USA phát hành với 3 tập DVD năm 2005.
Bộ phim sử dụng hai bản nhạc nền. Bài hát "Koi Kaze" của éf được sử dụng làm nhạc mở đầu cho tất cả các tập phim, trừ tập 12 không có đoạn mở đầu. Bài hát "Futari Dakara" (ふたりだから) của Masumi Itō được dùng làm nhạc phim cuối mỗi tập.

### Danh sách tập
| Tập phim | Tiêu đề              | Ngày phát sóng       |
| --- | -------------------- | -------------------- |
| 1 | "Hatsuhana" (初花)   | 1, tháng 4 năm 2004  |
| Koshiro Saeki đang dần hồi phục sau khi chia tay bạn gái, Shoko Akimoto. Trên chuyến tàu khi đi làm, anh đã gặp Nanoka Kohinata lần đầu tiên trong lúc chạy theo trả lại thẻ học sinh Nanoka làm rớt lúc xuống tàu cho cô bé. Sau đó anh về nhà sau giờ làm việc và nhận được thông báo từ bố mình, Zenzo Saeki, rằng em gái anh, người anh đã quên mặt từ lâu, sẽ chuyển nhà tới cho tiện việc tới trường. Hôm sau, Shoko tìm anh trong giờ ăn trưa để lấy lại chìa khóa nhà. Cuối ngày làm việc, 1 khách hàng đưa cho Koshiro và đồng nghiệp, Kaname Chidori, 2 vé tham quan công viên giải trí ngay cạnh. Sau khi rời nơi làm việc, Koshiro gặp lại Nanoka và đi chơi công viên với cô, họ an ủi chuyện tình cảm của nhau. Bố họ xuất hiện vào cuối ngày để đón Nanoka, lộ ra việc họ là anh em.                                                                  |                      |                      |
| 2 | "Shunshō" (春宵)     | 8, tháng 4 năm 2004  |
| Koshiro thấy không thoải mái trước sự hiện diện của Nanoka trong khi anh đang cố kìm nén cảm xúc với cô. Nanoka làm hết việc nhà và thậm chí làm bento (cơm hộp) cho Koshiro. Anh đặt giới hạn cho mình khi cô bé tới công ty thăm anh, bằng cách nói cô không bao giờ được tới tìm anh và dừng việc gọi anh là anh trai. Nanoka tức giận, cô đi ăn kem và hát karaoke tới tối với bạn mình, Futaba Anzai và Oko Tamaki, cho đỡ bực. Trên đường về, cô gọi điện lại cho gia đình ở bốt điện thoại công cộng, nhưng lại bị Koshiro mắng lần nữa. Tuy vậy, cô đã tha lỗi cho Koshiro bởi anh đã đạp xe tới đón cô về. |                      |                      |
| 3 | "Kunpū" (薫風)       | 15, tháng 4 năm 2004 |
| Mất ngủ vì đầu óc cứ nghĩ về Nanoka, Koshiro nhớ lại hồi nhỏ, thứ đã giúp anh ngủ ngon hàng đêm. Tỉnh dậy, anh trao đổi gấu bông của anh với con gấu của Nanoka, cả hai con gấu đều do mẹ họ, Makie Kohinata làm ra. Futaba thích 1 chàng trai, chỉ tới lúc phát hiện ra đó là bạn trai Oko. Khi về nhà, Koshiro thấy Nanoka uống aspirin (thuốc giảm đau), sau mới biết do Nanoka tới kì. Hôm sau là ngày nghỉ của Koshiro, trời mưa, khiến anh phải mang ô chờ ở ga tàu để đón Nanoka. |                      |                      |
| 4 | "Yūdachi" (夕立)     | 22, tháng 4 năm 2004 |
| Buổi chiều, trong khi ra ngoài xem một bộ phim với Nanoka, Koshiro đâm sầm vào Shoko và cuối cùng họ ăn tối cùng nhau. Lúc đầu, anh hy vọng rằng sau đó họ có thể thân mật với nhau, tuy nhiên cô nói với anh, bạn trai mới của cô sẽ đến thăm cô. Thất vọng, Koshiro đi về nhà, anh vô tình làm rơi áo ngực của Nanoka trong khi đang thay đồ. Anh suýt bị bắt quả tang khi đang ngửi chiếc áo đó, và anh nhận ra rằng anh bị kích thích bởi em gái mình, mặc dù anh không thể đối diện với những thứ cảm xúc ấy. |                      |                      |
| 5 | "Enrai" (遠雷)       | 29, tháng 4 năm 2004 |
| Trong khi dọn nhà, Koshiro bị sốc khi thấy Nanoka đã đổ thùng rác trong phòng mình. Anh hét lên với cô bé, cho rằng cô xâm nhập sự riêng tư của mình, mặc dù cô không biết rằng cái thùng rác đó có chứa đống khăn giấy, kết quả việc "thẩm du" tội lỗi của anh trai. Đêm đó, Koshiro trở về nhà sau khi ngồi uống với Kaname ở quầy bar, anh vô tình đánh vỡ bát ăn cơm của Nanoka do cô khiến anh giật mình trong khi anh đang mải suy nghĩ về chuyện hôm trước ngửi áo ngực của cô. Ngày hôm sau, tại nơi làm việc, Kaname nhắc Koshiro rằng đó là ngày sinh nhật của Nanoka, bảo anh nên gặp Nanoka tại nhà ga xe lửa. Anh hy vọng có thể làm gì đó bù lại cho hành vi xấu xa của mình. Anh mua hoa cho Nanoka và xin lỗi. Sau đó, Koshiro hứa sẽ mua cho Nanoka bất cứ cái gì cô muốn như một món quà sinh nhật, và cô đã chọn một cái bát ăn cơm mới cho mình. |                      |                      |
| 6 | "Shūshi" (秋思)      | 6, tháng 5 năm 2004  |
| Nanoka phát hiện ra rằng cô nổi tiếng ở trường là một "brocon" - người cuồng anh trai. Sau khi làm xong công việc cuối ngày để chuẩn bị cho lễ hội trường sắp tới, cô đi bộ về nhà cùng một người bạn học nam tên là Kazuya Miyauchi. Koshiro gặp họ và hét lên với cô không được thân thiết với con trai. Cô phản đối và nói mình vô tội. Koshiro bộc lộ sự ghen tuông của minh khi anh thốt ra rằng cô phải luôn cẩn thận bởi vì cô ấy rất dễ thương. Ngày hôm sau, Nanoka tránh mặt Koshiro bằng cách đi học sớm. Cô bé bị xô đẩy và bị sờ mó trên tàu. Tối hôm đó, họ nói chuyện và làm hòa. Một ngày sau đó, Koshiro đi làm cùng với Nanoka và bảo vệ cô khỏi bị đám đông trên xe lửa xô đẩy. |                      |                      |
| 7 | "Hatsuarashi" (初嵐) | 13, tháng 5 năm 2004 |
| Miyauchi đưa cho Nanoka một bức thư tình từ một người hâm mộ bí mật ở trường khiến cô không biết trả lời như thế nào. Cô hỏi Koshiro nên làm gì với bức thư nhưng anh thờ ơ nói rằng cô nên tự mình quyết định và không phải tham khảo ý kiến anh. Nanoka gặp với người hâm mộ cô, Kazuyuki Asano. Cô để ý phản ứng của Koshiro và thấy thất vọng khi anh dường như tỏ ra chẳng quan tâm. Koshiro hối hận vì sự thờ ơ của mình, anh nói với Nanoka rằng cô có thể hỏi ý kiến anh về bất cứ chuyện gì khiến cô bận tâm. Nanoka rất xúc động bởi sự quan tâm của Koshiro đối với cô, và sau đó cô thú nhận tình yêu của cô dành cho anh. |                      |                      |
| 8 | "Tsuyujimo" (露霜)   | 7, tháng 7 năm 2004  |
| Koshiro nhớ lại ngày em gái ra đời và cuộc sống của họ với nhau trước khi cha mẹ họ ly dị. Mặc dù tuổi tác cách nhau khá xa nhau và khó để hiểu nhau, nhưng cả hai người đều cảm thấy một loại tình cảm mơ hồ. Koshiro đến gặp mẹ mình, Makie lần đầu tiên trong nhiều năm. Bà kể với anh rằng Nanoka đã trông chờ để gặp anh trai tới thế nào và nói với anh hãy là một người anh tốt với cô. Lên xe trở về, anh nhớ lại một chuyện lúc bé, khi Nanoka chơi ở sân, cô đưa cho anh một ly kem bằng bùn. Rốt cuộc, anh đã nhận lấy vì điều này khiến Nanoka thấy hạnh phúc. Về đến nhà, anh hạ quyết tâm sẽ luôn dõi theo Nanoka. |                      |                      |
| 9 | "Kazehana" (風花)    | 20, tháng 05, 2004   |
| Koshiro dự định di chuyển ra ở riêng để giải quyết tình trạng khó xửa của mình. Nanoka cũng lên kế hoạch đan cho anh một chiếc áo len nhân dịp Giáng sinh. Vào ngày sau đó, Koshiro gọi điện nhờ Nanoka mang tập tài liệu đến cơ quan hộ anh. Trong khi cô quan sát anh làm việc từ phòng chờ, Kaname tới chào cô. Chiều tối, họ cùng nhau về nhà, Nanoka nói Koshiro cô không quá để tâm. Mặc cho Koshiro cảm thấy mình là một kẻ dối trá, Nanoka ôm lấy anh theo một cách khác thường ngày. Đêm hôm sau, Koshiro trở về nhà sau ngày làm việc và thấy Nanoka ngủ trong phòng mình. Mọi việc trở nên khó xử khi anh đề nghị nếu cô muốn có thể ngủ lại với anh. Koshiro cảm thấy bối rối khi Nanoka nói rằng cô yêu anh, và anh giữ cô lại khi cô cố gắng chạy đi trong nước mắt. Nanoka vùng ra khỏi vòng tay của anh, chạy về phòng của mình.                     |                      |                      |
| 10 | "Kangetsu" (寒月)    | 27, tháng 05, 2004   |
| Koshiro kể với Kaname rằng anh đang nghĩ đến việc chuyển ra ngoài, cô ấy khuyên anh nên tìm 1 căn hộ riêng. Nanoka cảm thấy cô không nên về nhà, cô quyết định ngủ lại nhà của Futaba. Lần đầu tiên nhìn thấy Futaba cãi nhau với chị gái, Wakaba Anzai, cô cười. Cả ba sau đó cùng chơi trò chơi video cho tới khuya. Wakaba giải thích về hôn nhân, rằng nó không chỉ dựa trên tình yêu, mà còn cần xem xét đến thực tế. Nanoka gọi cho Koshiro tình hình của cô qua điện thoại. Sau đêm đó, Koshiro thông báo Zenzo rằng anh đang chuẩn bị chuyển ra ở riêng. Sau khi Nanoka về nhà và nghe thấy điều này, cô vào trong phòng Koshiro và yêu cầu ngủ chung. Anh đồng ý với điều kiện họ sẽ không gặp lại nhau nữa. Sáng hôm sau, Nanoka thức dậy đơn độc trong căn phòng trống.                                                                                   |                      |                      |
| 11 | "Yokan" (余寒)       | 3, tháng 06, 2004    |
| Một tháng rưỡi trôi qua từ khi Koshiro chuyển đi, cả hai anh em vẫn nghĩ về nhau, nhưng giữ lời hứa, họ không gặp nhau nữa. Nanoka đôi khi đi ngang qua căn hộ mới hoặc nơi làm việc của Koshiro, nhưng cố tránh gặp mặt anh. Kaname đến ngủ lại tại căn hộ của Koshiro vì nó ở gần chỗ làm hơn so với căn hộ của cô. Một ngày, khi cả đang trở về căn hộ, họ thấy Nanoka đứng bên ngoài. Koshiro đẩy Kaname vào góc để trốn Nanoka, và Kaname đoán ra lý do tại sao anh phải rời nhà và cố trốn tránh Nanoka. Cô đấm Koshiro, nói anh là kẻ đồi bại rồi bỏ đi. Vì chuyện này, hôm sau, Koshiro nghỉ làm ở nhà. Định đi ra cửa hàng mua chút đồ, anh mở cửa và thấy Nanoka đã đứng ở đó. |                      |                      |
| 12 | "Shunrai" (春雷)     | 10, tháng 06, 2004   |
| Nanoka đã thất hứa và tới căn hộ của Koshiro gặp anh. Cô định nấu ăn cho Koshiro nhưng tủ lạnh trống trơn khiến anh phải ra ngoài mua vài thứ. Trong khi đó, Kaname đột ngột tới và sốc khi thấy Nanoka ở đây. Cô cố tình khiến Nanoka bỏ về bằng cách nói cô đang hẹn hò với Koshiro, nhưng Nanoka từ chối và nói rằng tình cảm của mình đối với anh trai còn lớn hơn. Cô nhấn mạnh người cần rời đi là Kaname. Kaname gặp Koshiro trên đường về và cố lay chuyển anh nhưng vô ích. Kaname bắt đầu nhận ra họ thực sự yêu nhau và nói xin lỗi, cô sẽ không can thiệp vào nữa. Hai anh em thấy rằng họ yêu nhau thật lòng và sẽ chẳng có gì là vấn đề nữa khi họ thực sự muốn ở bên nhau. Họ đã qua đêm cùng nhau như 1 cặp tình nhân. |                      |                      |
| 13 | "Kagerō" (陽炎)      | 17, tháng 06, 2004   |
| Koshiro và Nanoka đến nhà Makie thăm mẹ, giúp bà làm việc nhà. Buổi tối, họ đi dạo tới một bến cảng, tự hỏi họ có nên cùng nhau tự tử vì tình. Koshiro vô cùng đau khổ và bối rối, còn Nanoka tỏ ra mình ổn, miễn là cô còn được ở bên anh. Koshiro quyết định bỏ việc, Kaname chúc anh sống tốt với lựa chọn của mình. Koshiro đứng trước cửa nhà Zenzo, thầm xin lỗi cha. Cặp đôi vui đùa ở một sân chơi mặc cái nhìn kỳ lạ của mọi người xung quanh. Sau đó vào ban đêm, họ lẻn vào công viên giải trí, nơi họ đã từng gặp nhau. Hai người ngồi vào bánh đu quay và cố làm nó di chuyển bằng cách cầu nguyện. Sau đó họ khắc tên mình lên cây và hứa sẽ quay trở lại đó vào mỗi mùa xuân. Khi Nanoka quay đi để về nhà, Koshiro tự nói với mình rằng anh yêu cô.                                                                                                  |                      |                      |

### Đĩa CD
Bài hát cuối phim, "Futari Dakara" được Masumi Itou phát hành dưới dạng đĩa đơn vào ngày 26, tháng 5 năm 2004. Đĩa CD toàn bộ nhạc phim phát hành sau đó vào ngày 23, tháng 7 năm 2004. Nhạc phim có tất cả 31 bài, bao gồm phần nhạc nền do Takumi Masanori và Makoto Yoshimori sáng tác, nguyên bài hát mở đầu, và bản đầy đủ bài hát cuối phim phát sóng trên TV.

## Đón nhận
"Koi Kaze không phải là series phù hợp với khẩu vị của mọi người vì chủ đề nhạy cảm nó đề cập tới. Mặc dù vậy, nó vẫn có tiềm năng trở thành series anime lãng mạn điển hình của năm." — Theron Martin, Anime News Network.
"Với 3 chương đầu tập này thôi, chắc chắn đây là một trong những những mối tình éo le nhất mà tôi từng xem trên anime trong một thời gian dài đấy." — Chris Beveridge, Mania.
Có cả triệu lý do nói rằng series này không ổn. Thay vì vậy, nên cho Koi Kaze số điểm cao nhất có thể vì cách truyện giải quyết tình huống ổn thỏa, chân thực, chín chắn tới vậy với chủ đề khó khăn và gây tranh cãi như thế." — Carlos Ross, T.H.E.M. Anime Reviews.
"Koi Kaze không phải là một câu chuyện bình yên, nếu như nó chỉ đề cập tới, sưởi ấm trái tim cô đơn hay gặp phải khó khăn trong tình cảm, thay vì đi sâu vào bi kịch kia, thì như vậy giá trị hơn nhiều." — Christian Nutt, Newtype USA.